# Sancha del Portogallo
Sancha Sanchez, detta anche Regina Santa Sancha (Coimbra, 22 aprile 1178 – Coimbra, 13 marzo 1229), è stata una badessa portoghese; Badessa del convento di Lorvão e signora titolare di Alenquer, il suo culto come santa è stato confermato da papa Clemente XI nel 1705.

## Origine
Secondo il Nobiliario del Conde de Barcelos Don Pedro, Hijo del Rey Don Dionisio, Sancha era la seconda figlia femmina del re del Portogallo Sancho I e di Dolce di Barcellona(1160-1198), che secondo la Corónicas" Navarras, era figlia del conte di Barcellona Raimondo Berengario IV e della regina di Aragona Petronilla.

Secondo il Roderici Toletani Archiepiscopi De Rebus Hispaniæ Sancho era figlio del re del Portogallo Alfonso I e della principessa Mafalda di Savoia (1125-1158), figlia del settimo Conte di Savoia e Conte d'Aosta e di Moriana, quegli che sarebbe stato il primo ad assumere ufficialmente il titolo di Conte di Savoia, Amedeo III, e di Adelaide, di cui non si conoscono gli ascendenti.

## Biografia
Fece vita ritirata sin da giovane e presto divenne suora, nel monastero di Celas nella freguesia di Sant'Antonio di Olivais di Coimbra, che lei aveva fondato.

Poi fu monaca nel Monastero di Lorvão, come riporta il Nobiliario del Conde de Barcelos Don Pedro e, come riporta il Diccionario biográfico español, Real Academia de la Historia, quando il monastero divenne femminile (verso il 1211) fu la prima Badessa del Monastero di San Mamede, a Lorvão.
Sancha viene citata assieme alla sorella Teresa, nel documento n° 9 della Provas da Historia genealogica da casa real portugueza, datato 1189, inerente una donazione dei genitori (filiabus nostris Regina Dona Therasia et Regina Domna Sancia).
Nel 1209, suo padre, Sancho I, redasse un testamento in cui dichiarò suo successore il figlio, Alfonso e stabilì lasciti per tutti gli altri figli, legittimi ed illegittimi, tra cui Sancha (Reginæ Donnæ Sanciæ).
Alla morte del padre, nel 1211, Sancha ricevette in eredità il castello di Alenquer, nel distretto di Lisbona, unitamente alla città, con le relative rendite, divenendo la signora di Alenquer.
Ma il nuovo re, Alfonso II, rifiutava di consegnargliela, così come rifiutava di consegnare terre e città anche alle altre due sorelle, Mafalda e Teresa. Alfonso temeva che, una volta riconosciuto il diritto di proprietà alle sorelle, eventuali eredi avrebbero poi potuto succedere loro e spezzare l'unità del regno.

Da questo fatto nacque una disputa tra il re e le tre sorelle, che avevano l'appoggio di buona parte della nobiltà; la disputa portò ad un conflitto che vide vincitore il re sui nobili ribelli. La crisi fu risolta, alla morte di Alfonso, nel 1223, dal suo successore, Sancho II, che consentì alle zie di ricevere le rendite, pur mantenendo il controllo di castelli e città.
Finalmente sia Sancha che le sorelle, che erano monache cisterciensi, poterono rientrare nel loro conventi; Sancha passò per il resto dei suoi anni nel convento da lei fondato: il monastero di Celas.
Sancha morì il 13 marzo del 1229 nel monastero di Celas nella freguesia di Santo António dos Olivais di Coimbra. La sua salma fu traslata nel monastero di San Mamede, a Lorvão (nel comune di Penacova), dove era stata badessa e dove viveva sua sorella Teresa.

## Culto
Il 13 dicembre 1705 papa Clemente XI confermò il culto come santa di Sancia e di sua sorella Teresa.
È festeggiata dalla Chiesa cattolica l'11 aprile.

## Ascendenza
|                                      |                                       |                                      | Genitori                 |  |  | Nonni |  |  | Bisnonni              |  |  | Trisnonni             |  |
|                                      |                                       |                                      |                          |  |  |       |  |  | Enrico del Portogallo |  |  | Roberto I di Borgogna |  |
|                                      |                                       |                                      |                          |  |  |       |  |  | Enrico del Portogallo |  |  | Roberto I di Borgogna |  |
|                                      |                                       | Sibilla di Barcellona                |                          |  |  |       |  |  | Enrico del Portogallo |  |  |                       |  |
| Alfonso I del Portogallo             |                                       |                                      |                          |  |  |       |  |  | Enrico del Portogallo |  |  |                       |  |
|                                      |                                       | Teresa di León                       | Alfonso VI di León       |  |  |       |  |  |                       |  |  |                       |  |
|                                      |                                       | Teresa di León                       | Alfonso VI di León       |  |  |       |  |  |                       |  |  |                       |  |
|                                      |                                       | Teresa di León                       | Jimena Núñez de Lara     |  |  |       |  |  |                       |  |  |                       |  |
| Sancho I del Portogallo              |                                       | Teresa di León                       |                          |  |  |       |  |  |                       |  |  |                       |  |
|                                      |                                       | Amedeo III di Savoia                 | Umberto II di Savoia     |  |  |       |  |  |                       |  |  |                       |  |
|                                      |                                       | Amedeo III di Savoia                 | Umberto II di Savoia     |  |  |       |  |  |                       |  |  |                       |  |
|                                      |                                       | Amedeo III di Savoia                 | Giselda di Borgogna      |  |  |       |  |  |                       |  |  |                       |  |
| Mafalda di Savoia                    |                                       | Amedeo III di Savoia                 |                          |  |  |       |  |  |                       |  |  |                       |  |
|                                      |                                       | Adelaide                             | …                        |  |  |       |  |  |                       |  |  |                       |  |
|                                      |                                       | Adelaide                             | …                        |  |  |       |  |  |                       |  |  |                       |  |
|                                      |                                       | Adelaide                             | …                        |  |  |       |  |  |                       |  |  |                       |  |
| Sancha del Portogallo                |                                       | Adelaide                             |                          |  |  |       |  |  |                       |  |  |                       |  |
|                                      | Raimondo Berengario III di Barcellona | Raimondo Berengario II di Barcellona |                          |  |  |       |  |  |                       |  |  |                       |  |
|                                      | Raimondo Berengario III di Barcellona | Raimondo Berengario II di Barcellona |                          |  |  |       |  |  |                       |  |  |                       |  |
|                                      | Raimondo Berengario III di Barcellona | Matilde d'Altavilla                  |                          |  |  |       |  |  |                       |  |  |                       |  |
| Raimondo Berengario IV di Barcellona | Raimondo Berengario III di Barcellona |                                      |                          |  |  |       |  |  |                       |  |  |                       |  |
|                                      |                                       | Dolce I di Provenza                  | Gilberto I di Gévaudan   |  |  |       |  |  |                       |  |  |                       |  |
|                                      |                                       | Dolce I di Provenza                  | Gilberto I di Gévaudan   |  |  |       |  |  |                       |  |  |                       |  |
|                                      |                                       | Dolce I di Provenza                  | Gerberga di Provenza     |  |  |       |  |  |                       |  |  |                       |  |
| Dolce di Barcellona                  |                                       | Dolce I di Provenza                  |                          |  |  |       |  |  |                       |  |  |                       |  |
|                                      |                                       | Ramiro II d'Aragona                  | Sancho Ramírez d'Aragona |  |  |       |  |  |                       |  |  |                       |  |
|                                      |                                       | Ramiro II d'Aragona                  | Sancho Ramírez d'Aragona |  |  |       |  |  |                       |  |  |                       |  |
|                                      |                                       | Ramiro II d'Aragona                  | Felicia di Ramerupt      |  |  |       |  |  |                       |  |  |                       |  |
| Petronilla d'Aragona                 |                                       | Ramiro II d'Aragona                  |                          |  |  |       |  |  |                       |  |  |                       |  |
|                                      |                                       | Agnese d'Aquitania                   | Guglielmo IX d'Aquitania |  |  |       |  |  |                       |  |  |                       |  |
|                                      |                                       | Agnese d'Aquitania                   | Guglielmo IX d'Aquitania |  |  |       |  |  |                       |  |  |                       |  |
|                                      |                                       | Agnese d'Aquitania                   | Filippa di Tolosa        |  |  |       |  |  |                       |  |  |                       |  |
|                                      |                                       | Agnese d'Aquitania                   |                          |  |  |       |  |  |                       |  |  |                       |  |

### Fonti primarie
- (LA)  Provas da Historia Genealogica da Casa Real Portugueza (Lisbon), Tomo I.
- (LA)  Recueil des historiens des Gaules et de la France. Tome 12
- (ES)  Corónicas" Navarras.

### Letteratura storiografica
- (EN)  The early history of the house of Savoy (1000-1233)
- (ES)  Nobiliario del Conde de Barcelos Don Pedro, Hijo del Rey Don Dionisio.
- Edgar Prestage, Il Portogallo nel medioevo, in "Storia del mondo medievale", vol. VII, 1999, pp. 576–610

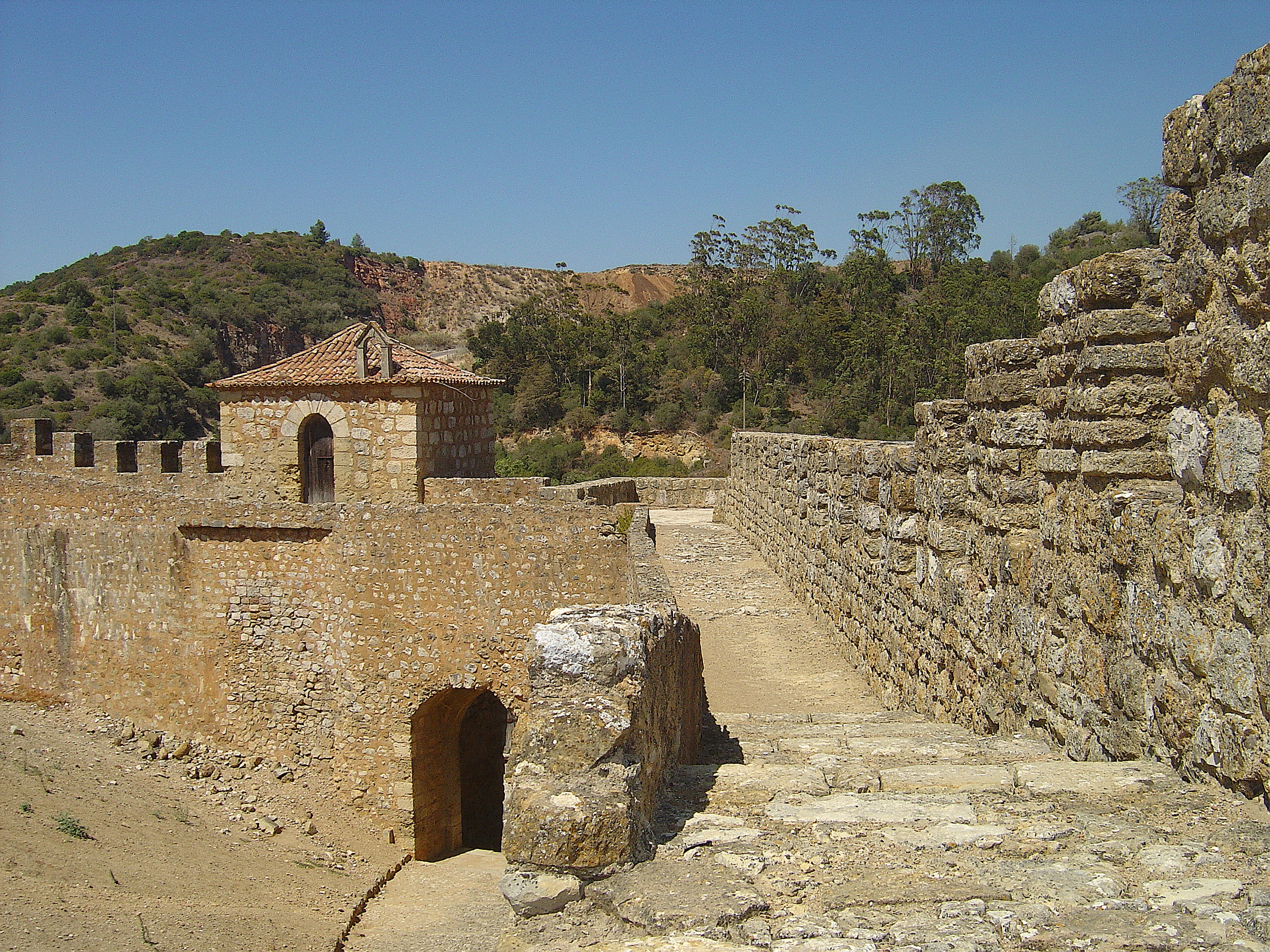
Castello di Alenquer
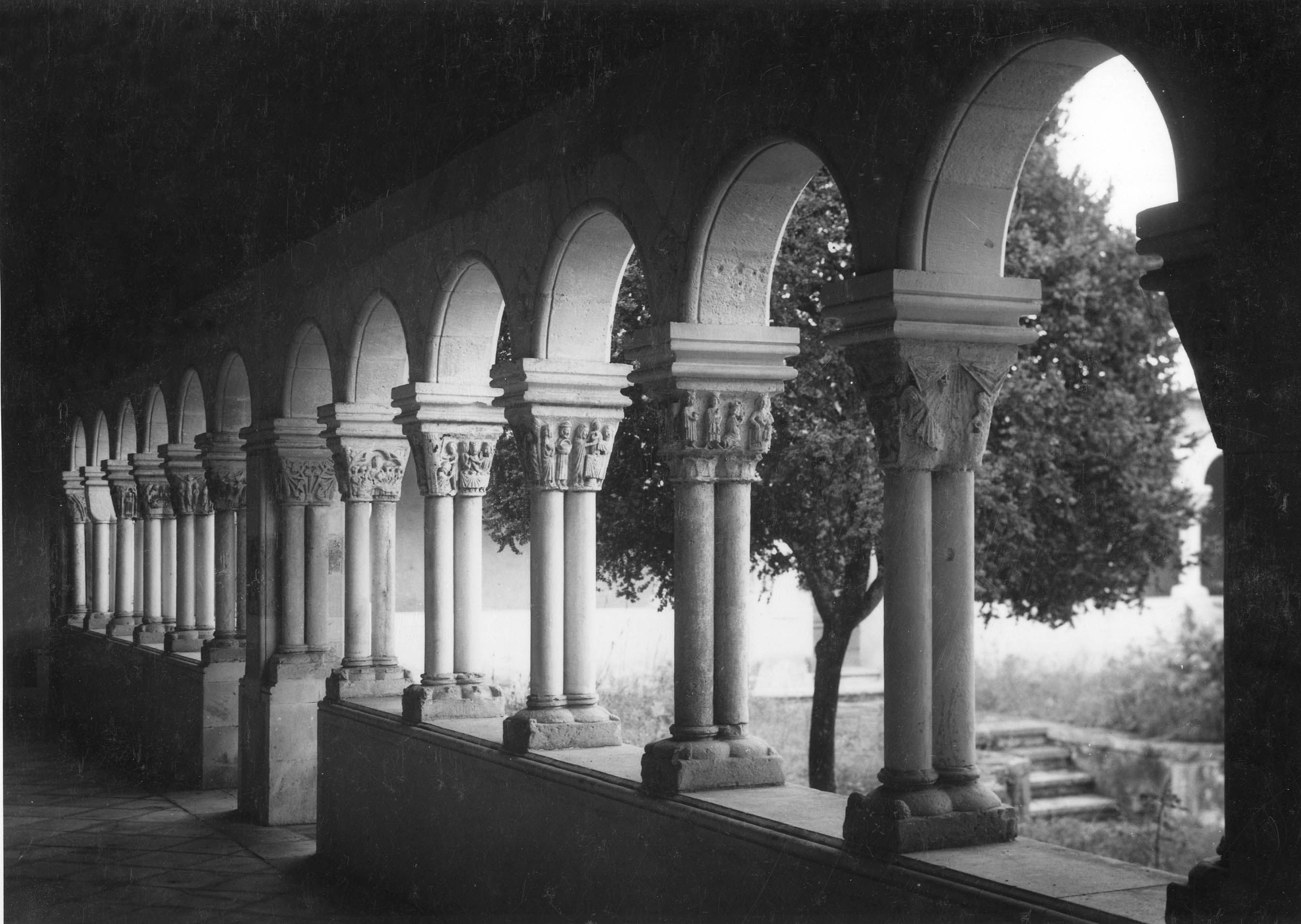
Chiostro del monastero di Celas
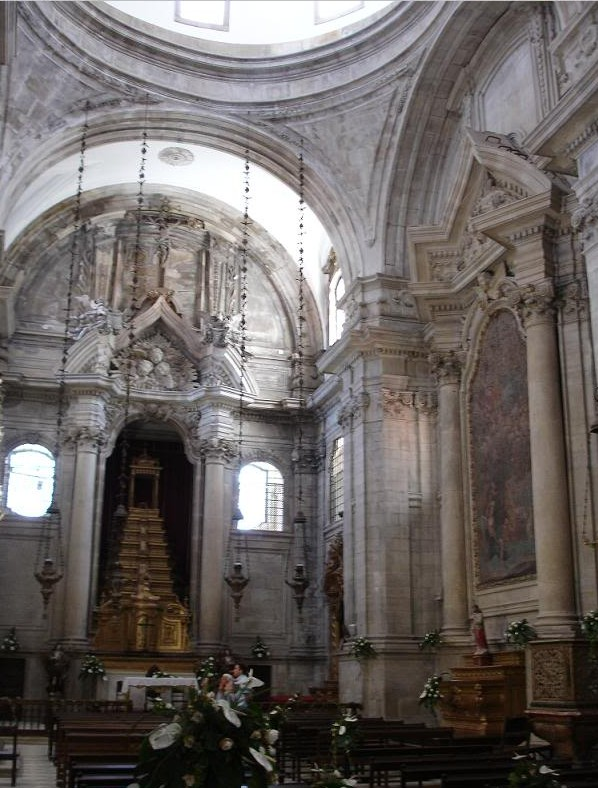
Chiesa del convento di Lorvão; il sepolcro di Sancha è alla destra dell'altare
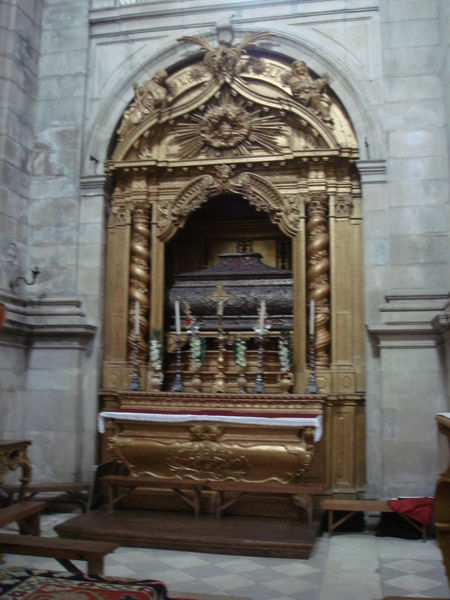
Il sepolcro della beata Sancha al convento di Lorvão